# Aega antarctica
Aega antarctica és una espècie de crustaci isòpode. Es tracta d'un ectoparàsit temporal de peixos, que s'alimenta de la sang del peix i després es deixa caure al fons del mar per digerir el seu menjar durant un període de diversos mesos. Es troba al fons dels mars al voltant de l'Antàrtida.

## Descripció
Aega antarctica pot arribar a tenir una longitud de fins a 28 mm, però la majoria dels individus tenen menys de 20 mm. Aquest isòpode és un oval allargat quan es veu des de dalt, i té dos grans ulls compostos i dos parells d'antenes. El primer parell d'antenes, són curtes amb tretze segments tipus fuet (coneguts com a articles), i el segon parell més llarg amb quinze articles. Els llargs maxil·lars i les mandíbules esveltes estan especialitzades per punxar la pell del peix hoste. Hi ha set segments toràcics lliures, els primers tres amb un parell de pereiopodis curts (cames) que acaben amb garfis enganxats. El pleotelson consta de cinc segments abdominals parcialment fusionats cadascun amb un parell de pleopodis curts. El pleotelson s'inclina lleugerament cap avall i acaba en un segment terminal puntual, el tèlson, que porta un parell d'apèndixs, els uropodis. Els tres últims segments toràcics, els pleopodis i els opodis estan coberts de setae (pèls fins) als marges.

## Distribució
Aega antarctica es troba a diversos llocs de l'Antàrtida i sembla tenir una distribució circumcontinental. S'ha trobat a profunditats d'entre 11 i 500 metres.

## Biologia
Aquest isòpode és molt inactiu, i la major part del temps es troba en estat estacionari, amagat en una esquerda o sota una pedra al fons del mar. S'ha d'alimentar molt poc sovint i, quan ho fa, s'aferra a un peix hoste amb els seus tres parells de pereiòpodis frontals. Els exemplars més joves seleccionen la pell fina propera a les aletes, però els més grans són indiscriminats en el seu lloc de fixació. Llavors submergeix els seus llavis en el peix. Té forts músculs en el seu esòfag i grans glàndules salivals, i omple ràpidament el seu intestí dilatable amb la sang del peix. A continuació, deixa anar el peix i passa diversos mesos al fons del mar digerint la sang.
En un estudi de recerca, es van conservar exemplars d'Aega antarctica en un aquari marí a la Universitat d'Oldenburg (Alemanya), on es mantenien a una temperatura de -1 °C. Es va veure que s'alimentaven d'una sèrie d'espècies de peixos originaris de la mar del Nord, i en aquesta investigació es van alimentar amb palaia anglesa (Pleuronectes platessa) viva. Es va introduir un peix als isòpodes a intervals d'un mes i, tot i això, sovint va restar durant diversos mesos sense alimentar-se. Fins i tot, quan van desaparèixer els aliments durant deu mesos, alguns individus encara tenien rastres de sang a l'intestí, visible a través de la seva superfície translúcida exterior.
El seu creixement és molt lent, i les femelles maduren a partir dels deu anys.